# Nogopterium
Nogopterium là một chi rêu trong họ Leucodontaceae.